# (6667) Sannaimura
(6667) Sannaimura (1994 EK2) – planetoida z pasa głównego asteroid okrążająca Słońce w ciągu 3,62 lat w średniej odległości 2,36 j.a. Odkryta 14 marca 1994 roku.